# Cattedrale di Worcester
La cattedrale di Worcester (Inghilterra), è situata a Worcester su una sponda prospiciente il fiume Severn. Il suo nome ufficiale è Chiesa cattedrale del Cristo e della Beata Vergine Maria.

## Storia
La cattedrale fu fondata nel 680, secondo i documenti, sotto la guida del vescovo Bosel. Di questo primo edificio, a testimonianza della fondazione della cattedrale, nulla è rimasto. La cripta esistente è databile al X secolo al tempo di Oswald, vescovo di Worcester. La struttura attuale della cattedrale, invece, è del XII-XIII secolo.
La cattedrale era una prioria benedettina prima della dissoluzione dei monasteri e fu successivamente "ristabilita" la sua funzione come cattedrale del clero secolare. Fu ampiamente restaurata da George Gilbert Scott e A. E. Perkins negli anni sessanta del XIX secolo. Sono entrambi sepolti nella cattedrale.
La cattedrale contiene la tomba di re Giovanni d'Inghilterra nel proprio chancel. Prima della sua morte a Newark nel 1216, Giovanni chiese di essere sepolto a Worcester. Fu tumulato tra i sacrari di san Wulstan e di sant'Oswald (ora distrutti).
La cattedrale ha anche un monumento dedicato al giovane principe Arturo Tudor, fratello maggiore di Enrico VIII d'Inghilterra. Quest'ultimo risparmiò la cattedrale dalla distruzione delle chiese da lui voluta durante la riforma anglicana perché vi era sepolto il fratello.